# Snöåska

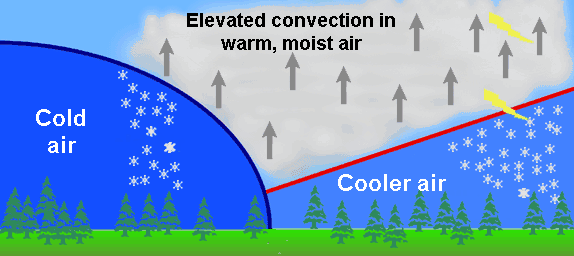
Bildandet av snöåska med en ocklusionsfront.

Snöåska eller åsksnö är en typ av åskväder där snö istället för regn är den huvudsakliga nederbörden. Det är ett ovanligt väderfenomen. Snöåskan inträffar typiskt i områden med kraftiga uppvindar, i den kalla sektorn av en mellanbreddscyklon. Rent termodynamiskt är snöåska inte annorlunda än annan åska, men toppen av bymolnet är vanligtvis relativt låg.

## Orsaker och utseende
Det finns två huvudsakliga tillfällen där det kan inträffa snöåska. Dessa är:
- En normal snöstorm där det förekommer starka vertikala vindar – förutsättningar för att blixtar och åskknallar kan utlösas.[4]
- En snökanon: en snöstorm/kraftigt snöfall som skapas genom att kall luft passerar över relativt varmt vatten.[5][6]

Att åska vintertid är ovanligare än sommartid, beror på den lägre lufttemperaturen. Åska skapas i samband med bymoln, och de bildas när det finns mycket vattenånga i luften. Ju varmare väder, desto mer vattenånga kan bildas. Åska under snöfall är sällan mer än i form av enstaka blixtar, och vanligast är då åska över relativt varma vattenytor.
Utöver snöflingor kan även hagel eller trindsnö falla i samband med snöåska. Fenomenet är ofta förknippad med häftigt snöfall som kan ge motsvarande 5 till 10 cm snö nysnö per timme.

## Förekomst

### Norden
Natten mellan 20 och 21 november 2022 förekom snöåska i Stockholmsområdet. Då hade det snöat i flera dagars tid, med snödjup som ökat från noll till 25 centimeter. Under dessa båda dagar föll det i Stockholm cirka 20 mm nederbörd (allt i form av snö), och i delar av östra Götaland och Svealand rådde snökanonsförhållanden. Snöåska inträffade även på andra ställen i landet.
I Sverige är det vanligast med åska i områden vid eller nära kusten. Det är vanligare vid västkusten och upp till tre mil från kusten. 
I början av januari 2017 slog blixten ner under en snöyra i Helsingfors, och samma vecka utlöstes blixtar under snöoväder även vid Smålandskusten. Snöåska inträffar i Finland ett tiotal gånger per år, och i landet sker detta oftare längs med kusten. I Norge, där större delen av landet ligger närmare kusten och den högre luftfuktigheten, är snöåska betydligt vanligare än i Finland.

### Andra länder
I USA och Kanada är snöåska relativt vanligt förekommande runt Stora sjöarna. Cirka 75 procent av denna vinteråska sker i november och december, när de stora vattenytorna fortfarande består av jämförelsevis varmt vatten.